# 크리스 뷔름

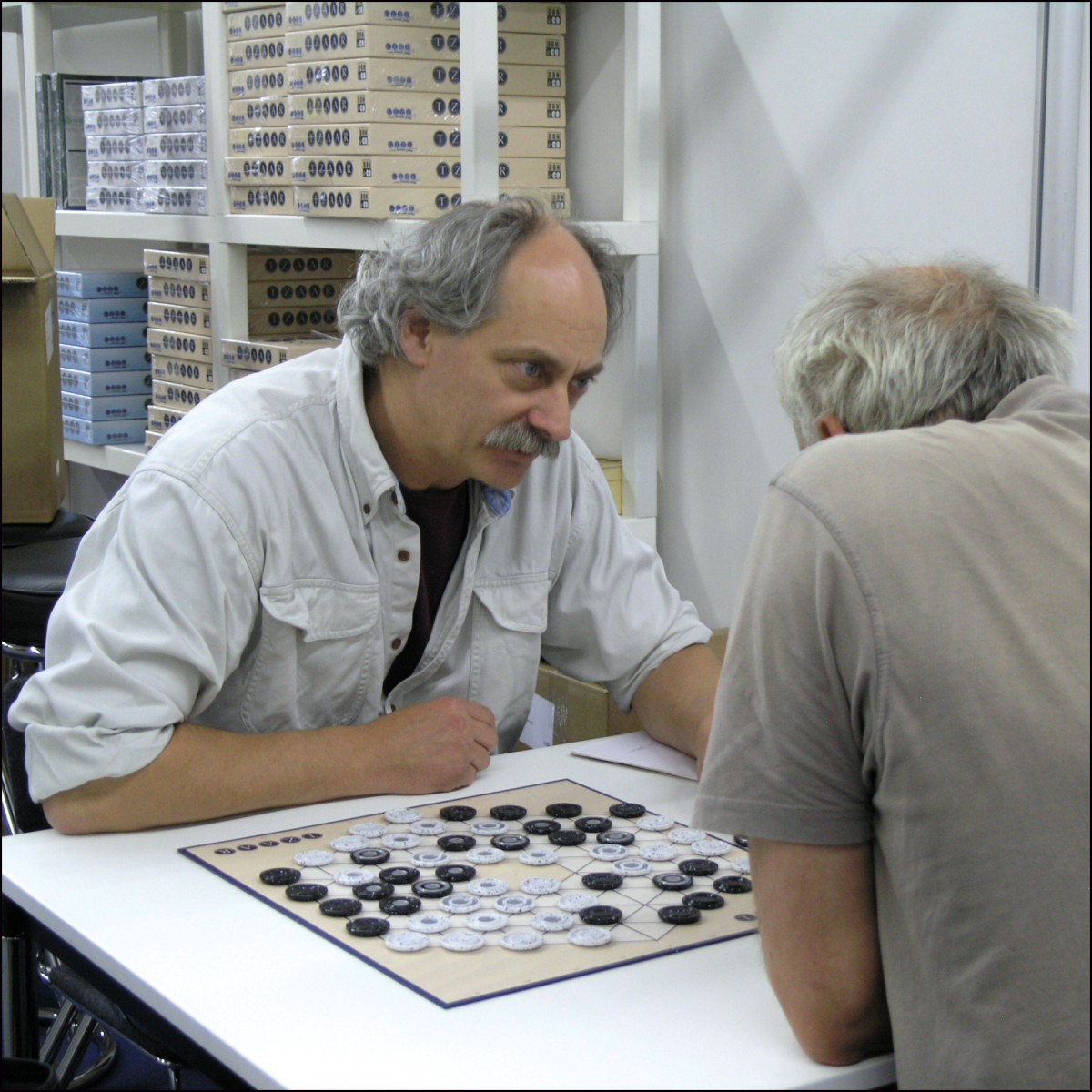
뷔름(2007년)

크리스 뷔름(네덜란드어: Kris Burm, 1957년 ~ )은 벨기에의 보드 게임 디자이너이다. GIPF 프로젝트 연작 등의 추상전략게임 개발에 대한 업적으로 유명하다.

## 발명
- GIPF 프로젝트
  - GIPF(기프)
  - TAMSK(탐스크)
  - ZÈRTZ(제르츠)
  - DVONN(드본)
  - YINSH(인쉬)
  - PÜNCT(퓐트)
  - TZAAR(짜르)
  - LYNGK(륀크)